# Veliko Trgovišće
Veliko Trgovišće är ett samhälle och en kommun med samma namn i Hrvatsko zagorje, en del av Krapina-Zagorjes län (Kroatien). Det nämndes första gången i skriftliga dokument 1501. Innan dess låg grevarna Erdödys från Novi Dvor Klanječki gods där. 

## Geografi

### Allmän information
- Region: Hrvatsko zagorje
- Yta: 46,65 km2
- Antal invånare: 5 207 (2001)
- Antal invånare: 4 945 (2011)
- Antal hushåll: 1 660 (2001)
- Antal hushåll: 1 468 (2011)
- Genomsnittlig befolkningstäthet: 111,89 personer/km2
- Genomsnittlig befolkningstäthet: 106 personer/km2

## Befolkning
- Antal invånare: 5 207 (2001)
- Antal invånare: 4 945 (2011)
- Antal hushåll: 1 660 (2001)
- Antal hushåll: 1 468 (2011)

Källor: Republiken Kroatiens statliga statistikkontors Publikationer.

## Administration
- Borgmästare: Robert Greblički
- Ordförande i kommunfullmäktige: Štefica Kukolja

## Berömda personer

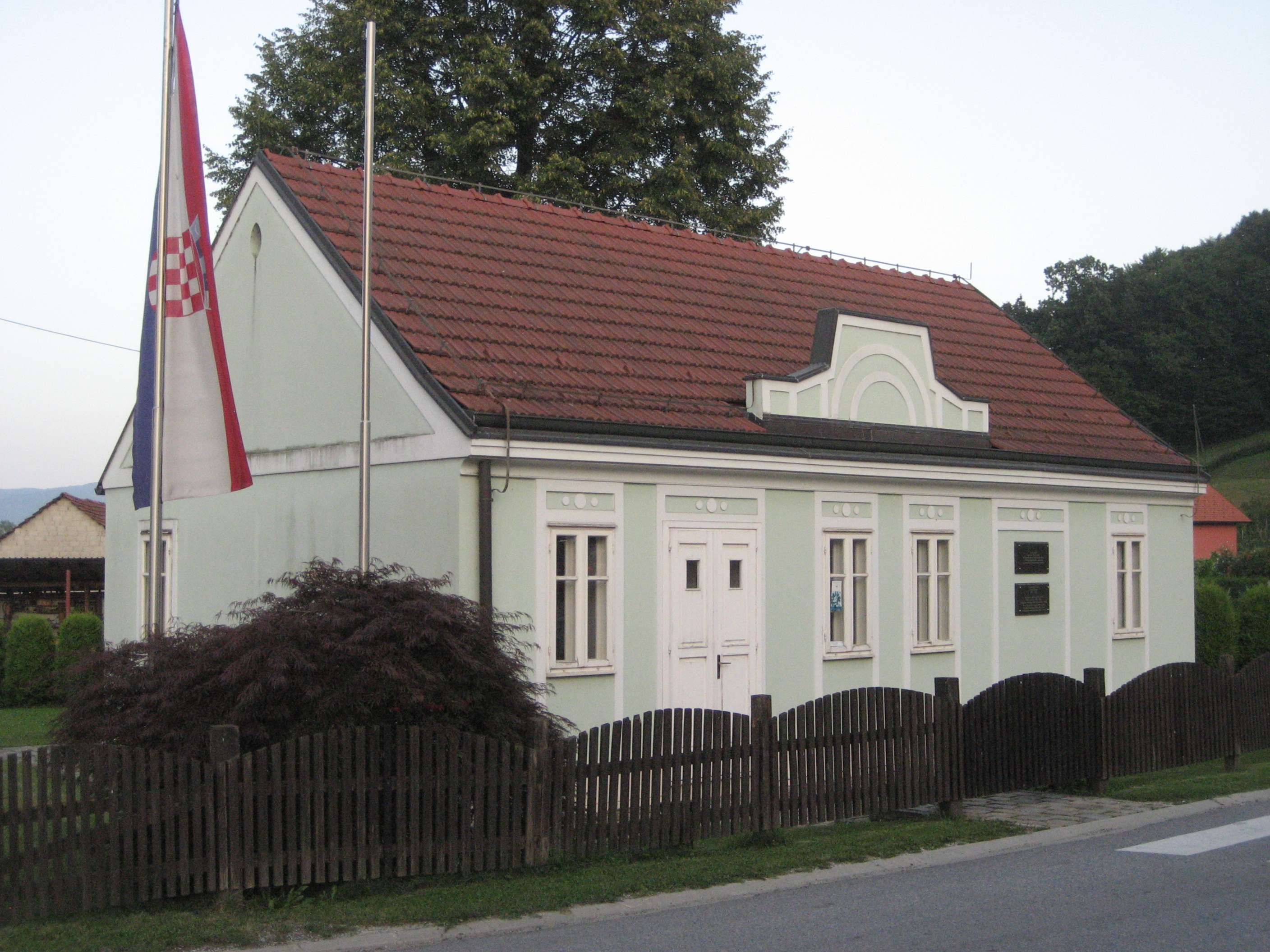
Den första kroatiska presidenten Franjo Tuđmans barndomshem.

- Franjo Tuđman (1922–1999), den första kroatiske presidenten
- Ivan Nepomuk Jemeršić, kroatisk katolsk präst

## Monument och landmärken
- Den första kroatiska presidenten Franjo Tuđmans barndomshem
- Den gamla byggnaden Veliko Trgovišće-skolan
- Vižovlje slott (privat egendom)
- Prästgård i Veliko Trgovišće
- Kyrkan Majka Božja od sedam žalosti (Gudsmoder Sju Sorger, bygget började 1842, välsignades 1876), Veliko Trgovišće
- Kyrkan Sveta tri kralja (Heliga tre kungar, barockkyrka byggd 1650) i Velika Erpenja
- Kapell Sv. Jurja na Jezeru (St Georg på sjön, byggd 1622)
- Kapell Blažene Djevice Marije (Heliga Jungfru Maria) i Strmec (senbarockkyrka byggd 1772)Kyrkan Majka Božja od sedam žalosti

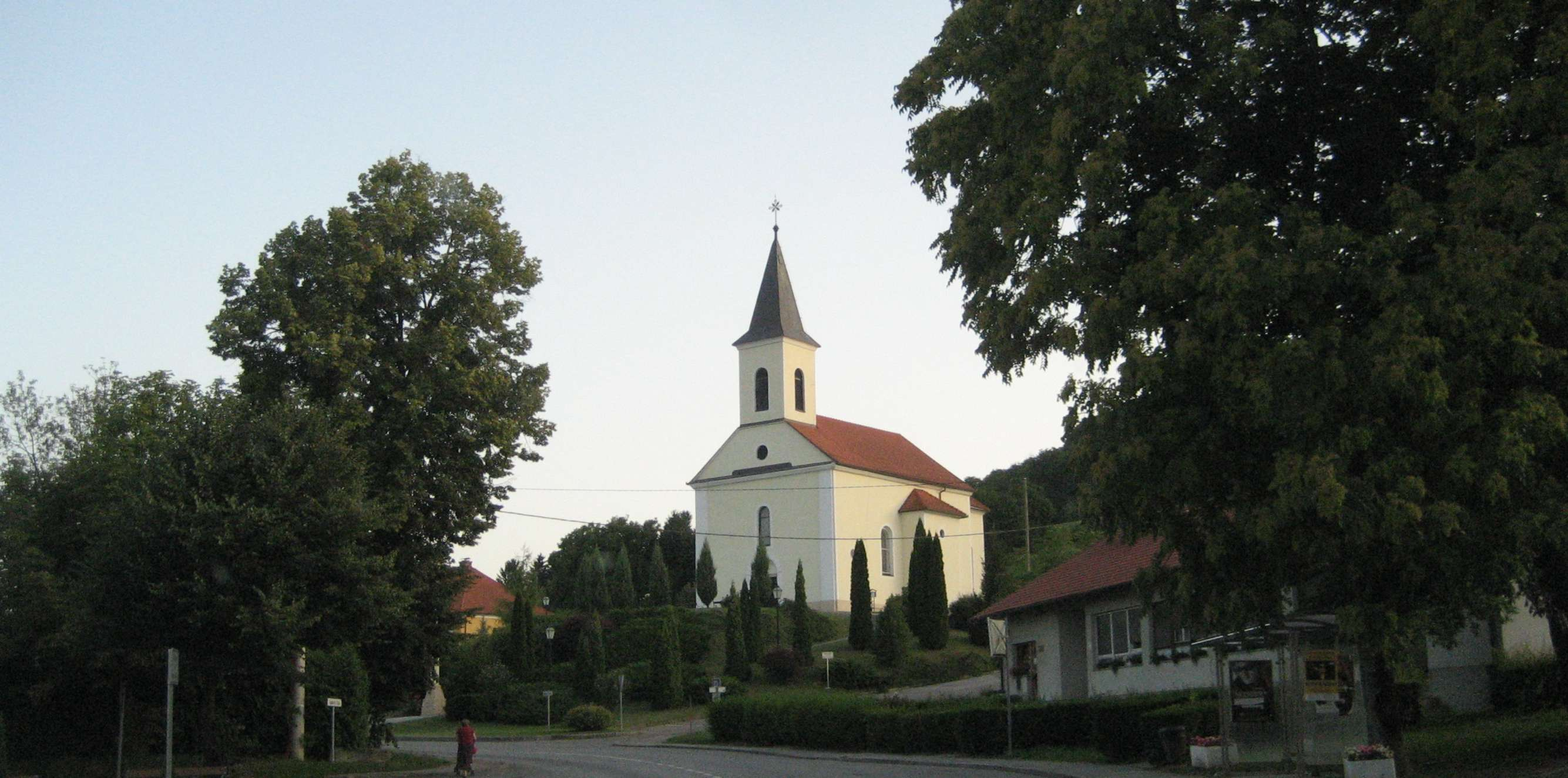
Kyrkan Majka Božja od sedam žalosti

### Arkeologiska fyndplatser
Hittills har en arkeologisk plats upptäckts i Veliko Trgovišće-kommunens territorium, det är nekropolen under gravhögarna, som ligger i det administrativa området av Veliko Trgovišće. Platsen nämndes första gången i facklitteraturen 1962 av Zdenko Vinski och Ksenia Vinski-Gasparini, välkända kroatiska arkeologer från det Arkeologiska museet i Zagreb. Grävhögarna, eller jordbegravningshögarna, är mellan 30 och 60 meter i diameter och mellan 6 och 12 meter höga, vilket gör dem till de största grävhögarna som hittills upptäckts i norra Kroatien. Även om grävhögarna hittills inte har grävts ut kan vi på grund av deras stora dimensioner bara jämföra dem med grävhögar från äldre järnåldern (800–450 f.Kr.), och därför är de preliminärt daterade till den nämnda perioden. Enligt lokal muntlig tradition kallas grävhögar för "gorica", och det ska finnas en gammal kyrkogård under dem. Planerad tvärvetenskaplig forskning som tar hänsyn till miljö och arkeologiska utgrävningar bör ge mer information om denna exceptionella arkeologiska plats, samt avslöja platsen för den tillhörande förhistoriska bosättningen.

## Utbildning
- Grundskola Veliko Trgovišće
- Filialskola Dubrovčan

## Kultur
- Folklivsföreningen Sloga
- Brassbandet "Zvona"
- Brassbandet "Mrzlo polje"
- Drillaget Dubrovčan
- Vetenskapliga sammankomsten Franjo Tuđmans Dagar - Kroater genom tiderna

## Sport
- Fotbollsklubben "Zagorec Veliko Trgovišće"
- Skytteklubben "Veliko Trgovišće", grundad den 27 april 1978 under namnet "Kovina"
- Fotbollsklubben "Omladinac"

- IAU World Crossbow Cup i fältarmborst hålls.